# 마와타리 가즈아키
마와타리 가즈아키(일본어: 馬渡 和彰, 1991년 6월 23일 ~ )는 일본의 축구 선수이다.

## 구단 경력
그는 2014년부터 J리그의 가이나레 돗토리, 츠바이겐 가나자와, 도쿠시마 보르티스, 산프레체 히로시마, 가와사키 프론탈레, 쇼난 벨마레, 오미야 아르디자, 우라와 레즈에서 뛰었다.